# Nintendo Switch (オペレーティングシステム)
Nintendo Switch（ニンテンドースイッチ、コードネーム：Horizon）は、任天堂によって開発されたコンシューマーゲーム機向けのオペレーティングシステム(OS)であり、Nintendo Switchファミリーに搭載されている。

## 概要

### システム
本記事ではNintendo Switchファミリーの総称を「Nintendo Switch」と統一して表記する。
GUIの主要部分はホーム画面から構成され、「トップバー」、「ゲームニュース」、「ニンテンドーeショップ」、「アルバム」、「Nintendo Switch Online」、「設定」、「ゲームチャット(Switch 2のみ)」などのショートカットが画面下に並んで構成されている。
任天堂はNintendo Switchのシステム基幹部分に関する情報のほとんどを公開していないが、あらゆるコンピュータ専門家デベロッパー、ハッカーなどによってNintendo Switchのオペレーティングシステム(OS)は詳細に解析されており、大部分が判明している。
特に代表的な発見は、Nintendo Switch OSのコードネームが「Horizon（ホライゾン）」となっていることや、ニンテンドー3DS OSをベースに開発された派生系であること、独自のマイクロカーネルアーキテクチャを実装している。NVIDIAドライバを含め、すべてのドライバはユーザ空間で実行されている。グラフィック関係のドライバは、NVNというAPIレイヤーで動作する。これらはVulkan APIの仕様に近いものであり、OpenGLやNVIDIAアドオンなど多くのハードウェア機能もサポートしている。すべてのユーザ空間はアドレス空間配置のランダム化を用い、サンドボックスで動作する。
Nintendo Switchのホームメニューでは、グラフィック関係のアセットが200キロバイト未満に抑えられており、オペレーティングシステム(OS)がハードウェアリソースに占める割合を極力減らすよう設計されている。これによりシステムの軽量化を実現し、ゲームソフトウェアの実行速度、ロード時間、フレームレートの改善などパフォーマンス向上に貢献する。
コントローラやファイルシステムには、本体と別のμITRON4.0仕様準拠リアルタイムOSが利用されている。

### オープンソースコンポーネント
研究によるとNintendo Switchシステムの一部でFreeBSDとAndroidのソースコードが使われている事が判明した。少なくとも、Nintendo Switchのネットワークスタックに関しては、FreeBSDのソースコードから派生している。ただし、パーミッシブBSDライセンスにより使用できるため合法であり、特に珍しいことではない。Androidのソースコードから派生したコンポーネントに関しては、マルチメディアフレームワーク、ディスプレイサーバ、グラフィックドライバ（NVIDIA系ドライバの派生説が有力）などがある。

## 本体更新
Nintendo Switch本体のシステムソフトウェア（ファームウェア）や内蔵ソフトウェアはインターネットなどを利用して更新できる。なお「システムの安全性や利便性の向上」という項目については、特筆しない限り詳細は明かされていないものとする。

### Ver.2系列
バージョン：2.0.0 2017年3月3日配信開始
- ゲームソフトのオンラインプレイ
- ゲームニュースの受信
- ニンテンドーeショップ
- フレンド機能
- キャプチャーボタンで撮影した画面写真をTwitter、Facebookに投稿
- ゲームソフトの更新
- 購入したゲームソフト（パッケージ版）のマイニンテンドーポイントの受け取り
- テレビとのHDMI連動機能（CEC）に対応
- 本体のバッテリー残量をパーセント表示可能
- microSDカードのフォーマット（初期化）機能
- microSDXCカードに対応

バージョン：2.1.0 2017年3月28日配信開始
- システムの安定性や利便性の向上

バージョン：2.2.0 2017年4月18日配信開始
- システムの安定性や利便性の向上

バージョン：2.3.0 2017年5月16日配信開始
- システムの安定性や利便性の向上

### Ver.3系列
バージョン：3.0.0 2017年6月20日配信開始
- ゲームニュースに「チャンネル登録」機能とアイコン追加
- ニンテンドー3DS、Wii Uのフレンド申告の送信、通知機能
- 登録済みのコントローラー振動検索機能
- ユーザー設定のMiiにスプラトゥーン2のアイコン追加
- クイック設定（ホームボタン長押し）での音量調節機能
- ヘッドホン使用時の最大音量の引き上げ（『みまもり設定』を使用している場合は無効）
- 「保護者による使用制限」から「みまもり設定」に名称変更
- 任天堂ライセンス商品のUSBコントローラーに対応
- ユーザーの順番並べ替え変更機能
- ダウンロード時に空き容量が不足している場合にすぐに整理できるようになる。
- ソフトの更新データを受信する際にHOMEメニューで受信中だったソフトアイコンの上部に「×」が表示されて更新できないことがある問題の修正。
- 特定のテレビと接続すると、テレビに接続されているほかの機器とのHDMI連動が解除されてしまう問題の修正。
- 「Nintendo Switch Proコントローラーの有線通信」設定、「コントローラーの更新」、「画面の色合いを変える」項目追加
- 「テレビ出力」の「テレビのサウンド」に「自動」項目を追加

バージョン：3.0.1 2017年8月1日配信開始
- 充電残量が正しく表示されないことがある問題の修正
- システムの安定性や利便性の向上

バージョン：3.0.2 2017年9月6日配信開始
- システムの安定性や利便性の向上

### Ver.4系列
バージョン：4.0.0 2017年10月19日配信開始
- 一部のソフトでプレイ動画の撮影機能の追加
- ユーザー設定のMiiにスーパーマリオ オデッセイ、ゼルダの伝説 ブレス オブ ザ ワイルドのアイコン追加
- 他のNintendo Switch本体にユーザーとセーブデータを引っ越す機能
- 「あらかじめダウンロード」の対応（一部ソフトのみ）
- ローカル通信を行う際、相手のソフトのバージョンが古い場合に新しいバージョンの更新データを配信する機能
- USBヘッドフォンに対応
- ニンテンドーゲームキューブ コントローラ接続タップ経由でニンテンドーゲームキューブ コントローラの操作に対応
- ソフトにエラーが発生した時に、そのエラー情報をソフトの提供元へ送信する機能
- システム言語のオプションに繁体字・簡体字・韓国語を追加
- HDMIのEDID情報追加、メーカ名・機種名・種別（ゲーム機）をTVに報告するようになった（バージョン：4.0.1で廃止）

バージョン：4.0.1 2017年10月26日配信開始
- HDMI接続時に正しく映像が表示されなかったり、音声が出力されなかったりすることがある問題を解消。（バージョン：4.0.0で追加されたEDIDの追加情報も廃止）

バージョン：4.1.0 2017年12月5日配信開始
- ジャイロセンサーを使うソフトをプレイ中に、操作が安定しないことがある問題の修正
- システムの安定性や利便性の向上

### Ver.5系列
バージョン：5.0.0 2018年3月13日配信開始
- SNS（Twitter、Facebook）の知り合いをニンテンドーアカウントのフレンド候補として表示。
- ユーザー設定のMiiにARMS、星のカービィのアイコン追加
- スマートフォンなどから任天堂の公式サイトでダウンロードソフトや追加コンテンツを購入すると今までより更に速くダウンロードが開始されるようになった。
- 「みまもり設定」の暗証番号をコントローラーのスティックとボタンで入力出来るようなった。
- ゲームニュースをチャンネル別に閲覧できるように変更。
- みまもり設定で起動が制限されているソフトはプレイ動画の再生も制限するように変更された。
- システムの安定性や利便性の向上

バージョン：5.0.1 2018年3月27日配信開始
- システムの安定性や利便性の向上

バージョン：5.0.2 2018年4月17日配信開始
- 「フレンドになれるかも？」で、Facebookのフレンドのアイコンが表示されない問題の修正。
- ジャイロセンサーを使うソフトをプレイ中に、操作が安定しないことがある問題の修正。

バージョン：5.1.0 2018年5月31日配信開始
- システムの安定性や利便性の向上

### Ver.6系列
バージョン：6.0.0 2018年9月19日配信開始
- 「Nintendo Switch Online」正式にサービスが対応
  - オンラインで「セーブデータお預かり」に対応（一部のソフトは除く）

- 「アルバム」に保存されている画面写真をSNS（Twitter、Facebook）に画面写真を最大4枚、動画を最大1枚の投稿が可能
- ユーザー設定のMiiに進め! キノピオ隊長のアイコン追加
- ニンテンドーeショップの「ダウンロードできる本体」を「いつもあそぶ本体」に名称変更
- 「みまもり設定」で設定されている年齢制限に応じて、「ゲームニュース」の視聴も制限可能
- 「設定」でUSBキーボードのキー配列を指定可能
- ユーザーに連携しているニンテンドーアカウントが変更不可能となった。
- 任天堂ライセンス商品のコントローラーの動作を改善。ホリの携帯モード専用 十字コン（L）for Nintendo Switchを使用時にスリープ状態でも本体の電池残量が早く無くなる現象が改善された。
- システムの安定性や利便性の向上

バージョン：6.0.1 2018年10月9日配信開始
- 通信速度の結果が正しく表示されない問題の修正
- システムの安定性や利便性の向上

バージョン：6.1.0 2018年10月30日配信開始
- Nintendo Switch Onlineに加入していても、加入案内が表示されることがある問題の修正。
- システムの安定性や利便性の向上

バージョン：6.2.0 2018年11月20日配信開始
- システムの安定性や利便性の向上

### Ver.7系列
バージョン：7.0.0 2019年1月29日配信開始
- HOMEメニューの対応言語に繁体字・簡体字・韓国語が追加
- ユーザー設定のMiiにNew スーパーマリオブラザーズ U デラックスのアイコン追加
- システムの安定性や利便性の向上

バージョン：7.0.1 2019年2月19日配信開始
- システムの安定性や利便性の向上
- ポケットモンスター Let's Go! ピカチュウ・Let's Go! イーブイで、スマートフォンアプリPokémon GOと通信した後にソフトを終了すると通信ができなくなる問題を修正

### Ver.8系列
バージョン：8.0.0 2019年4月16日配信開始
- HOMEメニューの「すべてのソフト」のなかで、ソフトをタイトル順などで並べ替えられるようにした。「すべてのソフト」はHOMEメニュー上にソフトが13個以上ある場合に表示される。
- 過去に配信されたものも含めて、配信中のすべてのゲームニュースを見ることができるようにした。「ゲームニュース」→「チャンネル別に見る」→「もっと見る」で見ることが出来る（すでに配信が終了しているゲームニュースは除く）。
- ユーザー設定のMiiにスプラトゥーン2より9種類、ヨッシークラフトワールドより6種類のアイコン追加
- 「データ管理」で「セーブデータの引っ越し」が可能となった。これにより、2台目のNintendo Switch本体へゲームソフトごとにセーブデータを引っ越しして、続きから遊べるようになった。
- 画面の表示を拡大できるようになった。「設定」→「本体」から設定可能で、この設定をONにすると、HOMEボタンを2回連続で押すことで画面の表示が拡大される。
- 「スリープ」の設定に「ACアダプターを抜き差ししたときにスリープ解除」の項目を追加した。この設定をOFFにすると、Nintendo SwitchドックからNintendo Switch本体を取り出したときにスリープが解除されない。
- 本体の「みまもり設定」でVRモード（3D映像）の視聴を制限できるようになった。

「セーブデータのオンラインバックアップ」を「セーブデータお預かり」に、「ユーザーとセーブデータの引っ越し」を「ユーザーの引っ越し」にそれぞれ名称を変更した。（機能自体そのものに変更はない）
- システムの安定性や利便性の向上

バージョン：8.0.1 2019年4月24日配信開始
- システムの安定性や利便性の向上

バージョン：8.1.0 2019年6月18日配信開始
- システムの安定性や利便性の向上

### Ver.9系列
バージョン：9.0.0 2019年9月10日配信開始
- 「ゲームニュース」の「チャンネルを見つける」に検索機能を追加
- 「ユーザー設定」に「チェックイン用のQRコードを表示」を追加
- 「設定」の「通知」に「アラームの通知設定」を追加
- 「設定」の「コントローラーとセンサー」に以下の機能を追加

- タッチスクリーンの感度を「通常」または「タッチペン用」の2種類から選択出来るようになった。
- 「本体のボタンで操作する」を追加（Nintendo Switch Liteのみ）

- マイページに「オンラインプレイの招待」を追加。
- システムの安定性や利便性の向上（下記の不具合に含む）。

- ファイアーエムブレム 風花雪月の「エキスパンション・パス」購入者がゲームを起動できず、エラーが発生する問題を修正。

バージョン：9.0.1 2019年10月1日配信開始
- システムの安定性や利便性の向上（下記含む）

- Nintendo Switch本体の起動時や使用中にエラーが発生することがある問題を修正。
- Nintendo Switch Liteで初期設定中にJoy‐Conを取り外す案内が表示されることがある問題を修正。

バージョン：9.1.0 2019年12月5日配信開始
- システムの安定性や利便性の向上（下記含む）

- Nintendo Switch本体にJoy-Conを取り付けたときの画面上のアニメーションに、Joy-Conの色が反映されない問題を修正。

バージョン：9.2.0 2020年3月3日配信開始
- システムの安定性や利便性の向上

### Ver.10系列
バージョン：10.0.0 2020年4月14日配信開始
- 「ゲームニュース」に最大300件まで登録できるブックマーク機能を追加。
- 「設定」の「データ管理」に「Nintendo Switch本体 / SDカード間のデータ移動」を追加。

- ただし、セーブデータと一部の更新データを除く。

- 「設定」の「コントローラーとセンサー」に「ボタンの割り当てを変える」を追加。

- コントローラーごとに、スティックやボタンの割り当てを変更し、変更後の設定を「お気に入り」としてコントローラーの種類ごとに最大5つまで保存できるようになった。
- 対応コントローラーはJoy-Con（L） / Joy-Con（R）、Nintendo Switch Proコントローラー、Nintendo Switch Liteのみ。

- 「ユーザー設定」に「プレイ記録の設定」を追加

- 上記の項目追加により、「フレンド機能」の設定内にあった「プレイ記録の公開」と「プレイ記録の消去」の2つを移動。

- ユーザーアイコンにあつまれ どうぶつの森から6種類を追加。
- システムの安定性や利便性の向上

バージョン：10.0.1 2020年4月22日配信開始
- システムの安定性や利便性の向上

バージョン：10.0.3 2020年5月26日配信開始
- システムの安定性や利便性の向上

バージョン：10.0.4 2020年6月5日配信開始
- 一部の国や地域におけるニンテンドーeショップで、新規にクレジットカードを使った残高追加やカード情報の登録ができない問題を修正。

バージョン：10.1.0 2020年7月14日配信開始
- システムの安定性や利便性の向上

バージョン：10.2.0 2020年9月15日配信開始
- システムの安定性や利便性の向上

### Ver.11系列
バージョン：11.0.0 2020年12月1日配信開始
- HOMEメニューに「Nintendo Switch Online」を追加。

- 最新情報や加入状況の確認が行える。但し、一部の国・地域を除く。

- 「マイページ」に「トレンド」機能を追加。

- フレンドが遊んだことのあるソフトや、最近遊び始めたソフトを確認できるようになった。

- 「セーブデータお預かり」で、バックアップしたセーブデータを自動的にダウンロードする機能を追加。

- 複数のNintendo Switch本体で同じニンテンドーアカウントを使用している場合、一つの本体でバックアップしたデータが自動的に他の本体にダウンロードされるようになる。初回のみ、セーブデータのダウンロードが必要なのとNintendo Switch Onlineへの加入が必要。

- 「アルバム」の画面写真や動画をスマートフォンに転送出来るようになった。

- Nintendo Switch本体とスマートフォンを無線で接続して、「アルバム」に保存されている画面写真や動画を転送できる。画面写真の場合は一度に最大10枚まで転送可能

- 「設定」の「データ管理」→「画面写真と動画の管理」に「USB接続でパソコンにコピー」機能を追加。

- Nintendo Switch本体とPCをUSBケーブルで接続して、「アルバム」に保存されている画面写真や動画をコピーできる。

- 複数のダウンロード対象がある場合に、最初にダウンロードしたいものを選択出来るようになった。

- 複数のソフトや更新データ、追加コンテンツをダウンロードしているときに、最初にダウンロードしたいものを選ぶことが出来るようになった。HOMEメニューで、最初にダウンロードしたい対象のソフトアイコンを選択し、「ダウンロードオプション」から設定する事でダウンロードが開始される。

- ユーザーアイコンに、スーパーマリオ35周年アイコンを12種類追加。
- 本体言語に「ポルトガル語（ブラジル）」を追加。
- 「ボタンの割り当てを変える」機能の「お気に入り」に名前を設定できるようになった。
- システムの安定性や利便性の向上

バージョン：11.0.1 2020年12月11日配信開始
- 一部のソフトが正常に遊べない問題を修正。
- 一部のテレビとの組み合わせでTVモード時に映像が表示されず、エラーが発生する事がある問題を修正。
- ニンテンドー ゲームキューブ コントローラのコントロールスティックとCスティックの反応が変化していた問題を修正。

### Ver.12系列
バージョン：12.0.0 2021年4月6日配信開始
- システムの安定性や利便性の向上（下記の不具合修正を含む）

- 「セーブデータお預かり」機能でセーブデータのバックアップ処理中に通信エラーが発生すると、まれに一部ソフトのセーブデータの自動バックアップが停止してしまう問題を修正。

バージョン：12.0.1 2021年4月20日配信開始
- システムの安定性や利便性の向上

バージョン：12.0.2 2021年5月12日配信開始
- システムの安定性や利便性の向上

バージョン：12.0.3 2021年6月8日配信開始
- システムの安定性や利便性の向上

バージョン：12.1.0 2021年7月6日配信開始
- ゲームソフトの更新データをダウンロードするときに本体保存メモリーやmicroSDカードの空き容量が不足する場合、先にそのソフトの古いデータを消去してから新しいデータをダウンロードできるようになった。

### Ver.13系列
バージョン：13.0.0 2021年9月15日配信開始
- Bluetoothオーディオに対応
  - Bluetoothヘッドホンやスピーカーを接続出来るようになった。但し、本機能使用時は無線コントローラが2個までに制限され、ローカル通信との併用は出来ない。また、マイク入力も対応しない他機能によっては音声の遅延が目立つ場合がある。

- 「本体」に「ドックの更新」を追加
  - 有機ELモデルに同梱するLAN端子付きドックのソフトウェア更新に対応する。但し、Nintendo Switch Liteは除く。

- 「スリープ」に「スリープ中の有線インターネット接続の維持」を追加。

- 「コントローラーとセンサー」の「スティックの補正」において、補正の開始方法を変更。
  - これまでの押し込む方式から、スティックを一定方向に倒し続ける方法に変更された。

- 「インターネット」において、無線でインターネットに接続しているときに使用している電波周波数帯（2.4GHz/5GHz）を確認出来るようになった。

バージョン：13.1.0 2021年10月26日配信開始
- 「Nintendo Switch Online + 追加パック」に対応
- システムの安定性や利便性の向上

バージョン：13.2.0 2021年12月1日配信開始
- システムの安定性や利便性の向上

バージョン：13.2.1 2022年1月20日配信開始
- システムの安定性や利便性の向上

### Ver.14系列
バージョン：14.0.0 2022年3月22日配信開始
- HOMEメニューの「すべてのソフト」に「グループ」機能を追加。

- 最大100個までグループを作成でき、1グループには最大で200個のソフトを登録できる。

- 「Bluetooth®オーディオ」の音量動作を変更。

- Switch本体からBluetoothオーディオ機器の音量を変更出来るように変更された。
- Bluetoothオーディオ機器の音量ボタンを操作したときに、本体の画面上の音量表示にも反映されるようになった。

- 但し、これら2つはBluetoothオーディオ機器がAVRCPプロファイルに対応している必要がある。

- 一部のBluetoothオーディオ機器の最大出力音量が大きくなるようになった。

バージョン：14.1.0 2022年4月5日配信開始
- 「設定」の「通知」に「プラチナポイントの通知設定」の項目を追加。

- オフにすると、未獲得のプラチナポイントがある場合に一定タイミングで送られる通知が表示されなくなる。

バージョン：14.1.1 2022年4月19日配信開始
- システムの安定性や利便性の向上

バージョン：14.1.2 2022年6月14日配信開始
- システムの安定性や利便性の向上

### Ver.15系列
バージョン：15.0.0 2022年10月11日配信開始
- 「設定」の「Bluetooth®オーディオ」の位置を変更。
- HOMEメニューの「Nintendo Switch Online」内で、キャプチャーボタンでの画面写真の撮影が可能になった。
- システムの安定性や利便性の向上

バージョン：15.0.1 2022年11月1日配信開始
- 「いつもあそぶ本体」以外の本体でダウンロードソフトや追加コンテンツをプレイすると、「エラーコード：2181-1000」が表示されることがある問題を修正
- 一部のゲームソフトにおいて、ゲーム内の特定のシーンでキャプチャーボタンによる画面写真の撮影ができなくなっていた問題を修正
- システムの安定性や利便性の向上

### Ver.16系列
バージョン：16.0.0 2023年2月21日配信開始
- ソフトを起動もしくは再開する時に、ユーザーのニックネームに使用できない単語が含まれていた場合、自動的にニックネームを「???」に置き換えるよう変更。
- システムの安定性や利便性の向上

バージョン：16.0.1 2023年3月23日配信開始
- システムの安定性や利便性の向上

バージョン：16.0.2 2023年4月18日配信開始
- システムの安定性や利便性の向上

バージョン：16.0.3 2023年5月9日配信開始
- システムの安定性や利便性の向上

バージョン：16.1.0 2023年8月22日配信開始
- システムの安定性や利便性の向上

### Ver.17系列
バージョン：17.0.0 2023年10月11日配信開始
- システムの安定性や利便性の向上

バージョン：17.0.1 2023年12月5日配信開始
- システムの安定性や利便性の向上

### Ver.18系列
バージョン：18.0.0 2024年3月26日配信開始
- 「テレビであそぶときの自動スリープ」で設定可能な時間に「15分」を追加
- 「Nintendo みまもり Switch」紹介映像の対応言語に韓国語を追加
- システムの安定性や利便性の向上

バージョン：18.0.1 2024年4月23日配信開始
- ネットワーク設定で一部のアクセスポイントが検出できない問題を修正
- システムの安定性や利便性の向上

バージョン：18.1.0 2024年6月11日配信開始
- Twitter連携機能の終了に伴う対応
- 「フレンドになれるかも？」からSNS連携の項目を削除
- システムの安定性や利便性の向上

### Ver.19系列
バージョン：19.0.0 2024年10月8日配信開始
- システムの安定性や利便性の向上

バージョン：19.0.1 2024年10月29日配信開始
- 「ニンテンドー ゲームキューブ コントローラ」、「ニンテンドー ゲームキューブ コントローラ 接続タップ」が認識しないことがある問題を修正
- スリープ中の通信処理に関する問題を修正

### Ver.20系列(Nintendo Switch)
Nintendo Switch 向けの更新に関してはこちらに記述する。
バージョン：20.0.0 2025年4月30日配信開始
- バーチャルゲームカード機能の追加。
- Nintendo Switch 2からのおすそわけ通信に対応。
- 「マイページ」の「ユーザー設定」に「本人確認の設定」と「オンラインライセンスの設定」の項目を追加。
- 「ニンテンドーeショップ」「ゲームニュース」のUIの色が変更。
- セーブデータの引っ越しで複数のセーブデータをまとめて選択できるように変更。
- 「Nintendo Switch 2 へまるごと転送」機能の追加。
- 一部のユーザーアイコンのデザインが変更。

バージョン：20.0.1 2025年5月2日配信開始
- 一部の本体で20.0.0にアップデートすると本体がメンテナンスモード以外で機能しなくなり、エラーコード2206-1015が発生する問題の修正

バージョン：20.1.0 2025年5月28日配信開始
- Nintendo みまもり Switchの更新に伴う一部デザインの変更
- HOMEメニューからNintendo Switch Onlineを起動した時のSEの変更
- システムの安定性や利便性の向上

バージョン：20.1.1 2025年6月3日配信開始
- 20.1.0で一部のソフトが起動できない問題の修正

バージョン：20.1.5 2025年6月19日配信開始
- システムの安定性や利便性の向上

バージョン：20.2.0 2025年7月15日配信開始
- まるごと転送でみまもり設定の情報が正常に転送されない場合がある問題の修正
- システムの安定性や利便性の向上

### Ver.20系列(Nintendo Switch 2)
Nintendo Switch 2向けの更新に関してはこちらに記述する。
バージョン：20.1.1 2025年6月5日配信開始
- Nintendo Switch ソフトの互換プレイに対応。
- Nintendo Switch Onlineに対応。
- ゲームチャットの追加。
- おすそわけ通信に対応。
- Nintendo Switch からのまるごと転送に対応。
- バーチャルゲームカードに対応。
- ニンテンドーeショップに対応。
- ゲームニュースに対応。
- 画面写真や動画のサーバーアップロード機能の追加。
- スマートフォンアプリとの連携に対応。

バージョン：20.1.5 2025年6月19日配信開始
- システムの安定性や利便性の向上

バージョン：20.2.0 2025年7月15日配信開始
- まるごと転送でみまもり設定の情報が正常に転送されない場合がある問題の修正
- インターネット設定でアクセスポイント検索中から進めなくなる問題の修正
- システムの安定性や利便性の向上